# Naomi van As
Naomi Frances van As (* 26. Juli 1983 in Den Haag) ist eine ehemalige niederländische Hockeyspielerin. Sie gewann drei olympische Medaillen.

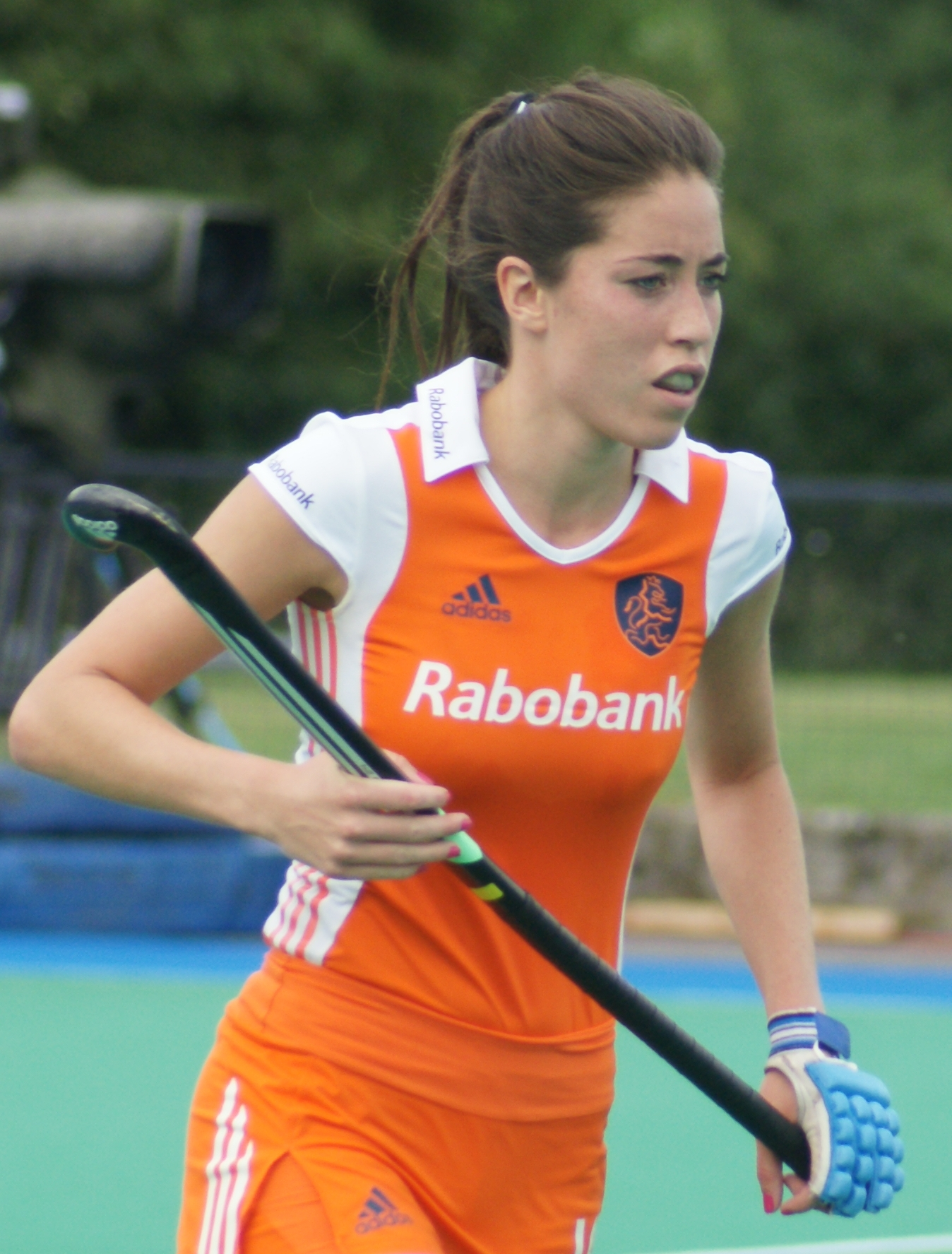
Naomi van As (2009)

## Karriere
Naomi van As debütierte 2003 in der niederländischen Nationalmannschaft. Die Mittelfeldspielerin gewann ihren ersten großen Titel bei der Weltmeisterschaft 2006 mit einem Finalsieg über Australien. 2008 gehörte Naomi van As bei den Olympischen Spielen zum niederländischen Team, das sowohl in der Vorrunde als auch im Finale gegen die chinesischen Gastgeberinnen gewann, wobei Naomi van As das erste Tor im Finale erzielte. 2010 unterlag die niederländische Mannschaft im Finale der Weltmeisterschaft gegen Argentinien.
2012 gewann Naomi van As bei den Olympischen Spielen in London, im Finale besiegten die Niederländerinnen die argentinischen Weltmeisterinnen. 2014 fand die Weltmeisterschaft vor heimischem Publikum in Den Haag statt, im Finale siegte die Elftal gegen Australien. Bei den Olympischen Spielen 2016 in Rio de Janeiro erreichte die niederländische Mannschaft ein weiteres Mal das Finale, dort unterlag man im Shootout gegen die Britinnen.
Naomi van As hat mehr als 160 Länderspiele für die Niederlande absolviert und erzielte dabei 35 Tore. Im Mai 2017 beendete sie im Trikot des MHC Laren ihre sportliche Karriere.
Seit 2013 ist sie Moderatorin der Sendung Zappsport bei der Rundfunkanstalt AVROTROS.